# Перак
Перак (чеш. Pérák) измишљени је чешки суперхерој из Другог светског рата. У време протектората Чешке и Моравске у Прагу се појавила урбана легенда о чудном скакачу који се бори против немачких окупатора. Та особа је добила име Перак. Захваљујући опругама на ногама, помоћу којих је могао да скаче високо и далеко касније је, у препричавањима, стекао такве натприродне способности да је мога да прескочи читаву долину Влтаве. Перак никада није ухваћен и после рата, па све до данас приказује се као први чешки суперхерој.

## Легенда о Пераку
У урбаној легенди која траје и данас Перак је постао стални део чешке поп културе као маскирани борац отпора и први чешки суперхерој који се борио против нациста током протектората. Међутим, његово порекло је нешто мрачније. Оригиналне приче и гласине, које су се о њему стварале и пре нацистичке окупације, нису говориле о позитивном лику. Напротив, Перак се често повезивао са нападима на усамљене жене и слично.
Мит о Пераку као борцу против нацизма почео је да се обликује тек касније и потврђен је првим појављивањем маскираног отпораша у анимираном филму из 1946. У овом црно-белом остварењу Перак и СС Перак је храбри оџачар који се супротставља нацистима и колаборационистима. Како би се маскирао он на глави носи чарапу, а опруге из старог кревета, које је причврстио на ципеле, помажу му да скаче високо и далеко и тако успешно избегава нападе непријатеља.

### Пераков лик
Перак је описан као човек са опругама на ногама, чудном маском и блиставим црвеним очима. Саботирао је немачку ратну економију, наносио штету Немцима и колаборационистима, али га се плашило и локално становништво, тако да су жене одбијале да иду на посао у ноћне смене.
Током нацистичке окупације, Перак се сматрао стварном особом, човеком који је, пре него што је постао суперхерој, највероватније био акробата или проналазач. За разлику од америчких суперхероја, попут Супермена и сличних, Перак није настао из стрипа, већ је после рата према причама о његовим акцијама настао филм, а касније и стрип.

### Појава Перака
Перак је, према овој легенди, виђан у свим деловима Прага, али се појављивао и у Драхелчицама, Кладну, на брдима изнад Железног Брода, у Пардубицама и многим другим местима, али најчешће у урбаним срединама. У селима су га ређе "виђали". 
Пераково најмоћније оружје било је веровање Чеха да је неухватљиви суперхерој, први чешки „супермен“, који се бори против Немаца, на њиховој страни. Иако није у потпуности доказано да је Перак заиста постојао, ове легенде и приче су охрабривале Чехе, а окупаторима изазивале нелагоду. Власти протектората су безуспешно покушавале да ухвате Перака. Неко је по зидовима исписивао пароле са Пераковим потписом. Према неким причама, имао је светлећи крст којим је плашио житеље вароши Хоржеседли, према другима неку врсту омамљивача, а понекад се оглашавао нељудском шкрипом.

### Други суперхероји
Међу Чесима се за време протектората појавило више урбаних легенди о чудним суперхеројима и антихеројима. Један од њих био је Жилеткар. То је био фантом који је користио бријач или рукавице и чизме опремљене оштрицама, нападао жене и секао им одећу. Приче о Жилеткару причале су се само у Прагу, док је Перак био познат на скоро целој територији протектората. После рата ова два лика су почела да се спајају у један, а Перак је почео да се сматра манијаком који је наносио штету људима.
Становнике протектората такође узнемиравао и Каналник. Њему се приписивало уклањању поклопаца са канализационих отвора, у које би онда упадали безбожници. 
У суседној Словачкој улицама Братиславе је током рата „харао” Фосфорак, криминалац који је носио црну уску одећу на којој је фосфорном бојом био исцртан скелет. Тиме је плашио, а затим пљачкао своје жртве.
Још један занимљив фантом из периода Другог светског рата је и Ухлак (или на немачком Kohlenklau - крадљивац угља), о коме се причало у северној Чешкој. Овај јунак није настао на класичан начин, из гласина и слободно интерпретираних инцидената, попут других савремених суперхероја и антихероја. Ухлак је био заснован на немачким пропагандим плакатима који су позивали на разоткривање крађа угља и одавање починилаца. Карикатура дебелог, бркатог лопова која се налазила на плакату постепено је постала основа за гласине о човеку који краде залихе угља.

## Перак у политици и друштвеном активизму
Мит о Пераку као борцу отпора против нацизма почео је да се обликује после Другог светског рата. После Државног удара 1948. овај суперхерој постаје оруђе у рукама комунистичке пропаганде. Почиње да излази пропагандни стрип под насловом Перакове друге судбине који је визуелно заснован на анимираном филму из 1946. У првим томовима Перак је и даље оџачар са чарапом на глави и опругама на ципелама који се бори против нациста, али се постепено прича премешта у послератни период када овај суперхерој одлаже маску и опруге и постаје генерички херој социјалистичког рада, који се бори против буржоазије и стране интервенције. Без своје маске Пераков лик је у овом стрипу, постао чиста политичка пропаганда.
Двадесет година касније, 1968. године, после Прашког пролећа, Перак се поново појављује у стрипу, овог пута као борац против совјетских окупатора, поред тенка са натписом „Не заборавите да се повучете - Перак".
Осамдесетих година појављује се андерграунд стрип у чијој је основи критика друштва и где Перак, који изгледа као детектив у дугом капуту и са шеширом на глави, улази у битку са лихварима и неонацистима.
Почетком 21. века, 2001. године настаје стрип Перак против Глобмена у ком Перака као бескућника из блата извлачи група левичарских анархиста који се спремају за састанак Међународног монетарног фонда у Прагу и желе да им стари суперхерој помогне у борби против Глобмана, који има изглед маскоте кловна из ланца Мекдоналдс. Стрип је инспирисан Антиглобалистичким протестом у Прагу 2000. године и може се читати на сајту аутора.
Али поп култура није једини простор у ком Перак успешно опстаје до данас. Маскирани борац отпора немачким окупаторима постао је популаран симбол данашњих антифашистичких и антирасистичких активиста. Постоје налепнице са Пераковим ликом и паролама попут „Тражим модерне људе. Пођи са мном!”, „Перак, мало другачији патриота” или „Ја нисам љигавац који одбија да помогне људима у невољи“.
Године 2015. група активиста протестовала је у месту Лети у округу Писек. Наиме, у Летију се током Другог светског рата налазио концентрациони логор у коме су од 1942. били искључиво Роми. Логор је затворен 1943. након избијања тифуса. Комунистичке власти су 1973. године на месту логора направиле фарму свиња и сви разговори о ужасима рата су ућуткани. Осим малог, запуштеног споменика нема других обележја која би подсећала на злочине који су се овде десили. Протестујући против оваквог стања активиста (или група активиста) потписао се као Перак. У Прагу, Брну и Терезину појавили су се плакати на ову тему, који су такође носили Пераков потпис.
Као симбол антирасизма и антифашизма, Перак се појављује и у музици. Чини се да овај лик има велику улогу у чешком друштву, било као стрипски суперхерој или као симбол политичког активизма.

## Перак у популарној култури

### Перак на филму
Године 1946. Пераков лик је први пут оживео на филмском платну кроз тринаестоминутни анимирани филм Перак и СС (Pérák a SS).
Године 2013. снимљен је први кратки играни филм Перак: Бог са нама (Pérák: Gott mit uns).
Још један кратки анимирани филм Перак: Сенка изнад Прага (Pérák: Stín nad Prahou) снимљен је 2016. године. У њему се Перак повезује са другим прашким легендама, какве су Брзе стрелице (Rychlé šípy) и Голем.

### Перак у стрипу и књижевности
[[]]
Године 1948. објављен је стрип Перакове друге судбине (Pérákovy další osudy). Визуелно је заснован на анимираном филму из 1946. У другој половини стрипа, по завршетка рата, стрип већ одаје пропагандни дух. Перак одложе маску и ципеле са федерима и поново постаје оџачар - радник пролетер.
Године 1961. Јан Вајс објавио је, у књизи Бјанка Брасели, дама са две главе (Bianka Braselli, dáma se dvěma hlavami), кратку причу о Пераку под називом Pérový muž. Прича је настала у првој половини Другог светског рата у Прагу.
Године 1968, након инвазије на Чехословачку од стране трупа Варшавског пакта, објављена је трака на четири кадра под насловом Перак и СССР.
Године 1980. у дечјем часопису објављена је приповетка Hele, kluci, pérák Павела Штенцла.
Тема Перака је још два пута развијена у облику стрипа: године 1989. Перак – Тог дана је била магла (Pérák – Toho dne byla mlha) и 2001. Перак против Глобемана (Pérák kontra Globeman).
Године 2002. дошло је до озбиљног покушаја оживљавања овог суперхероја, али стрип није реализован. Објављено је само уводно поглавље на тридесет страна.
Године 2006. писац Петр Станчик је радио филмски сценарио на тему Перака, али тај пројекат није реализован. Касније је свој сценарио прерадио у графички роман, који је објављен 2008. под насловом Перак. Књига повезује легенду о Пераку са старогрчким митом о краљу Едипу. Исте године Чешки радио је снимио и емитовао 12 епизода читања ове Станчикове књиге, а 2019. књига је преведена на немачки и објављена у Швајцарској под насловом године у проширеном облику објавила тајна едиција швајцарске издавачке куће под насловом Суперхерој из Прага (Der Superheld aus Prag).
У периоду од јуна до новембра 2018. објављен је у наставцима још један стрип о Пераку, чије је проширено издање објављено наредне године у једној књизи, под насловом Перак: Око будућности (Pérák: Oko budoucnosti).

### Перак на позоришној сцени
Перакове авантуре приказују се од 2011. и на позоришној сцени као акциона историјска фикција под називом Перак - име није важно, акције одлучују! (PÉRÁK - na jméně nezáleží, rozhodují činy!). У овој ауторској продукцији комбинују се елементи борилачких вештина и екстремних спортова са типичном поетиком позоришта и његовим вербалним хумором. Радња је смештена у стварни историјски контекст током Другог светског рата у Прагу, а радња се базира на борби фиктивне групе бораца покрета отпора, својеврсне чехословачке лиге изузетних џентлмена, против окупатора. Представа је премијерно изведена у Прагу, где се и даље играју редовне репризе, као и гостујуће представе на сценама и фестивалима широм Чешке.
- Мурал са ликом Перака у прашкој четврти Жижков (аутор Toy Box)

## Етнолошка истраживања мита
Историчари Калум Макдоналд и Јан Каплан, у својој књизи Праг у сенци свастике: историја немачке окупације 1939–1945, помињу да се за Перака говорило да искаче из мрачних уличица и плаши пролазнике.
Аутор Мајк Даш, у свом истраживачком раду о овој урбаниј легенди, цитира Џорџа Зенатија, познатог ауторитета у прашкој полицију у током ратних година:
| „ | ...током 1940–1942. ниједна наша полицијска станица у Прагу нас није обавестила у својим дневним извештајима о постојању „човека са опругама“. То не значи да такве гласине можда нису кружиле, међутим, било би немогуће укључити (њих) у извештаје без опипљивих доказа. | ” |

Од 2004. године научним истраживањем Перака бави се етнолог Петр Јанечек, који је прикупио знатан број прича. Године 2017. објавио је опсежну публикацију Мит о Пераку - Урбана легенда између фолклора и популарне културе, која се бави овим ликом у широком историјском и географском контексту. Такође је објавио и низ других радова на тему Перака у књигама и часописима. На основу савремених прича он истиче контрадикторну природу Перака, који је током рата био перципиран не само као борац против нациста, већ и као опасан лопов, силоватељ и сексуални девијант. Према његовим речима, вероватније је да се мит о Пераку као симболу отпора јавља после рата и под утицајем је савремене уметничке и популарне културе и политичке ситуације. Јанечек такође истиче његов послератни живот у народној традицији и његову везу са сличним ликовима широм света, од викторијанске Енглеске, до револуционарне Русије и послератне Немачке.